# Jezioro Bursztynowe
Jezioro Bursztynowe – jezioro w Polsce, położone w województwie pomorskim, w granicach administracyjnych Gdańska, na Wyspie Portowej, w Lesie Miejskim, na obszarze Mierzei Wiślanej.

## Charakterystyka
Płytkie jezioro powstałe w wyniku przelania się Wisły Śmiałej przez wydmy w 1840 r. Obecnie podlega silnemu procesowi zarastania i jest w fazie zanikowej.
W marcu 1945 r. w okolicy jeziora miały miejsce walki niemiecko-radzieckie. W czasie walk do jeziora rzekomo wpadł radziecki samolot. Nie został jednak odnaleziony, pomimo poszukiwań. W okolicznych lasach pozostałości umocnień z okresu II wojny światowej.